# Athanasius Elia Bahi
Athanasius Elia Bahi – duchowny Syryjskiego Kościoła Ortodoksyjnego, od 2003 biskup Kanady. Sakrę otrzymał 9 lutego 2003 roku.